# Abbaye de Vauclair
Pour les articles homonymes, voir Vauclair.
L'abbaye de Vauclair (ou aussi Vauclerc) est une ancienne abbaye de moines cisterciens, située sur le territoire de la commune de Bouconville-Vauclair, dans le département de l'Aisne. Elle fut fondée en 1134 par Bernard de Clairvaux à la demande de Barthélemy de Jur, l'évêque de Laon auquel il était apparenté.
Elle fut construite à une quinzaine de kilomètres au sud de Laon dans la vallée de l'Ailette au pied du versant nord du Chemin des Dames (Aisne), sur un lieu où se trouvait déjà une église et que l'évêque céda à saint Bernard avec tous ses droits et dépendances. L'abbaye fait l'objet d'un classement au titre des monuments historiques depuis le 9 janvier 1970.

## Histoire

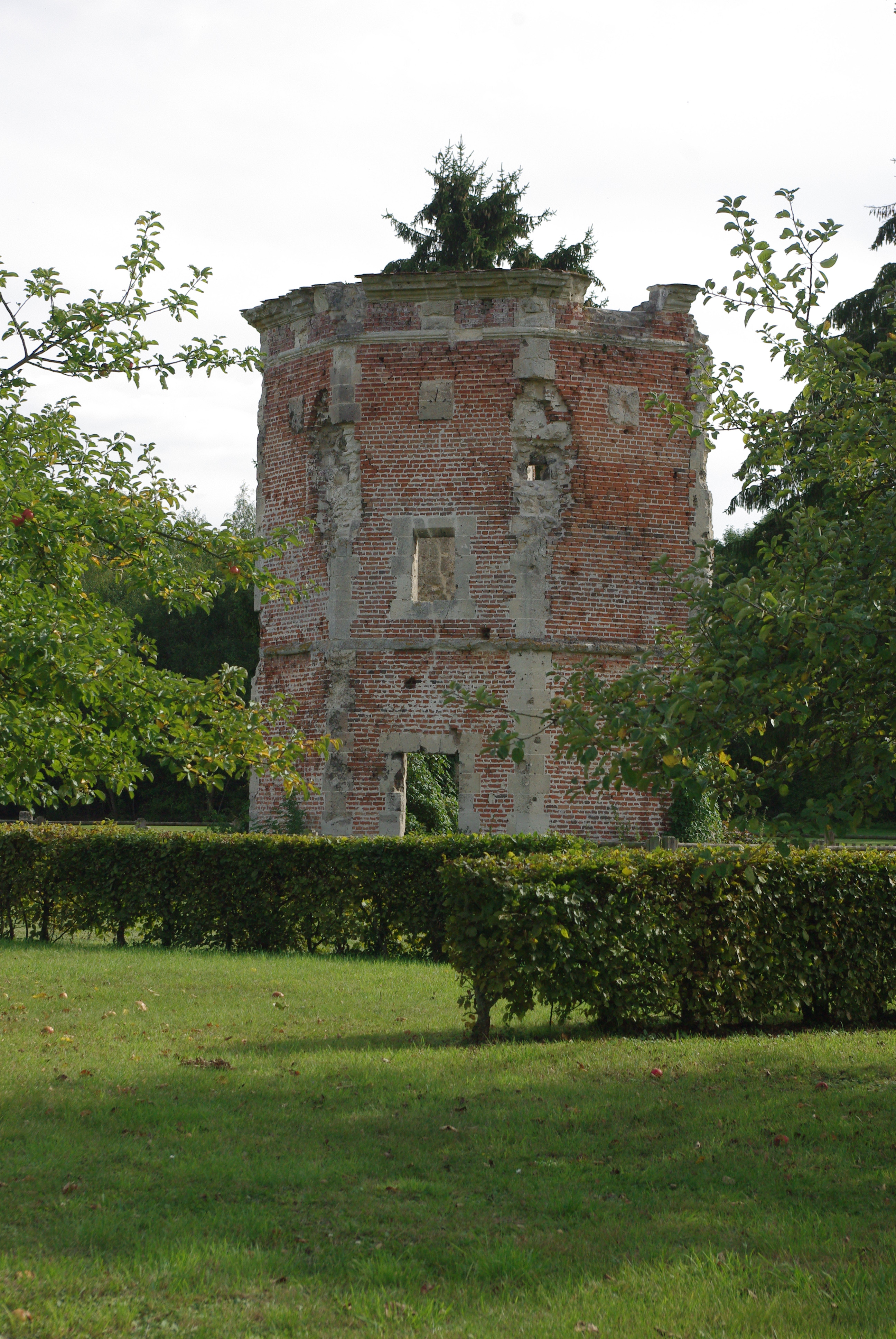
Ruines du colombier de Vauclair.

### L'abbaye au Moyen Âge
Le 23 mai 1134, un groupe de moines de la communauté de l'abbaye de Clairvaux avec à sa tête l'Anglais Henri Murdac, prit possession de cette nouvelle abbaye cistercienne, la quinzième fille de Clairvaux.
Située dans une vallée orientée d'est en ouest, saint Bernard lui donna le nom de Vauclair (Vallis clara), nom inversé de l'abbaye mère (Clara vallis). Aidée par les dons de riches familles, l'abbaye prospéra rapidement en se dotant de nombreuses terres et fermes.
En 1142, à l'initiative de saint Bernard  et de Hatton, évêque de Troyes, l'abbaye Notre-Dame du Reclus, au nord de Sézanne, fut mise sous la tutelle de Vauclair. En 1167, à la demande d'Henri Ier le Libéral, comte palatin de Champagne, l'abbaye de Vauclair donna naissance à l'abbaye Notre-Dame de la Charmoye non loin d'Épernay. 
Pendant la guerre de Cent Ans, l'abbaye subit des dommages. 

### L'abbaye à l'époque moderne
Dans la seconde moitié du XVIe siècle, pendant les Guerres de religion, l'abbaye connut des vicissitudes.[réf. nécessaire]

### L'abbaye à l'époque contemporaine, suppression et ruine
L'abbaye fut déclarée bien national, pendant la Révolution française, fut vendue en 1791 à des particuliers, et transformée en exploitation agricole.
C'est pendant la Première Guerre mondiale que, ce qu'il restait de l'abbaye, subit le plus de dommages. Sa situation géographique à proximité immédiate du Chemin des Dames a conduit à la destruction presque totale des bâtiments en 1917 sous les feux direct de l'artillerie. Il ne reste plus aujourd'hui que des vestiges.

## Architecture et description

### Les vestiges de l'abbaye
À la suite de fouilles entreprises en 1966 par le groupe Source, une association Belge sous la conduite d'un jeune jésuite belge, le père René Courtois - un amoureux de l'abbaye qui y vécut de 1966 à sa mort en 2005 - le site est classé monument historique en 1970. L'ensemble des vestiges actuels reste cependant majestueux quand on se représente la taille des édifices détruits.

### Arboretum et jardin de plantes médicinales
Un arboretum composé principalement de pommiers et de poiriers d'antan, et un jardin de plantes médicinales conçu par le père Courtois ont été aménagés et inaugurés en 1976.
Ils sont depuis gérés par l'association des amis de Vauclair.
Elle est aussi le cadre de manifestations culturelles.

## Filiation et dépendances
Vauclair est fille de Clairvaux et mère de Le Reclus et de La Charmoye

## Liste des abbés
Le père Courtois occupe les lieux de 1966 jusqu'à sa mort 2005. Il est enterré au centre des ruines de l'église de l'abbaye.

## Galerie de photos

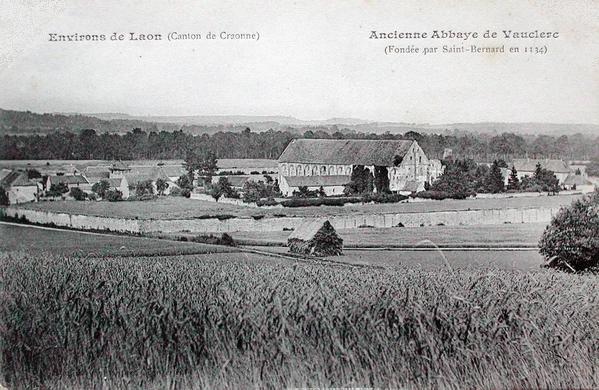
L'abbaye en bord de forêt.
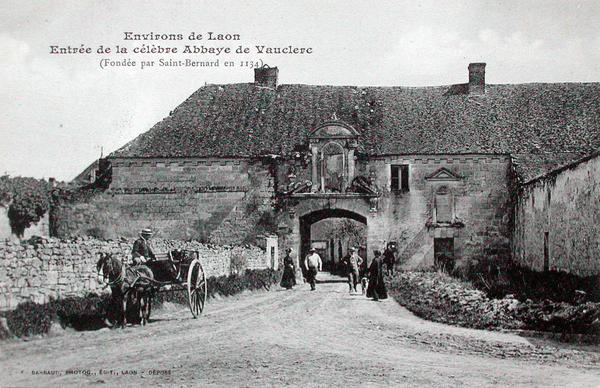
La porterie avant la guerre.
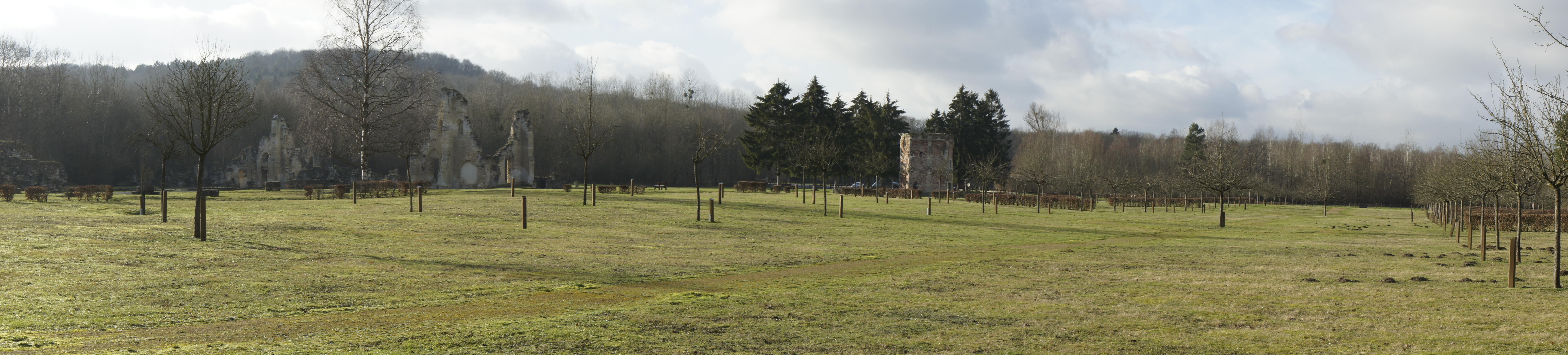
Arboretum.
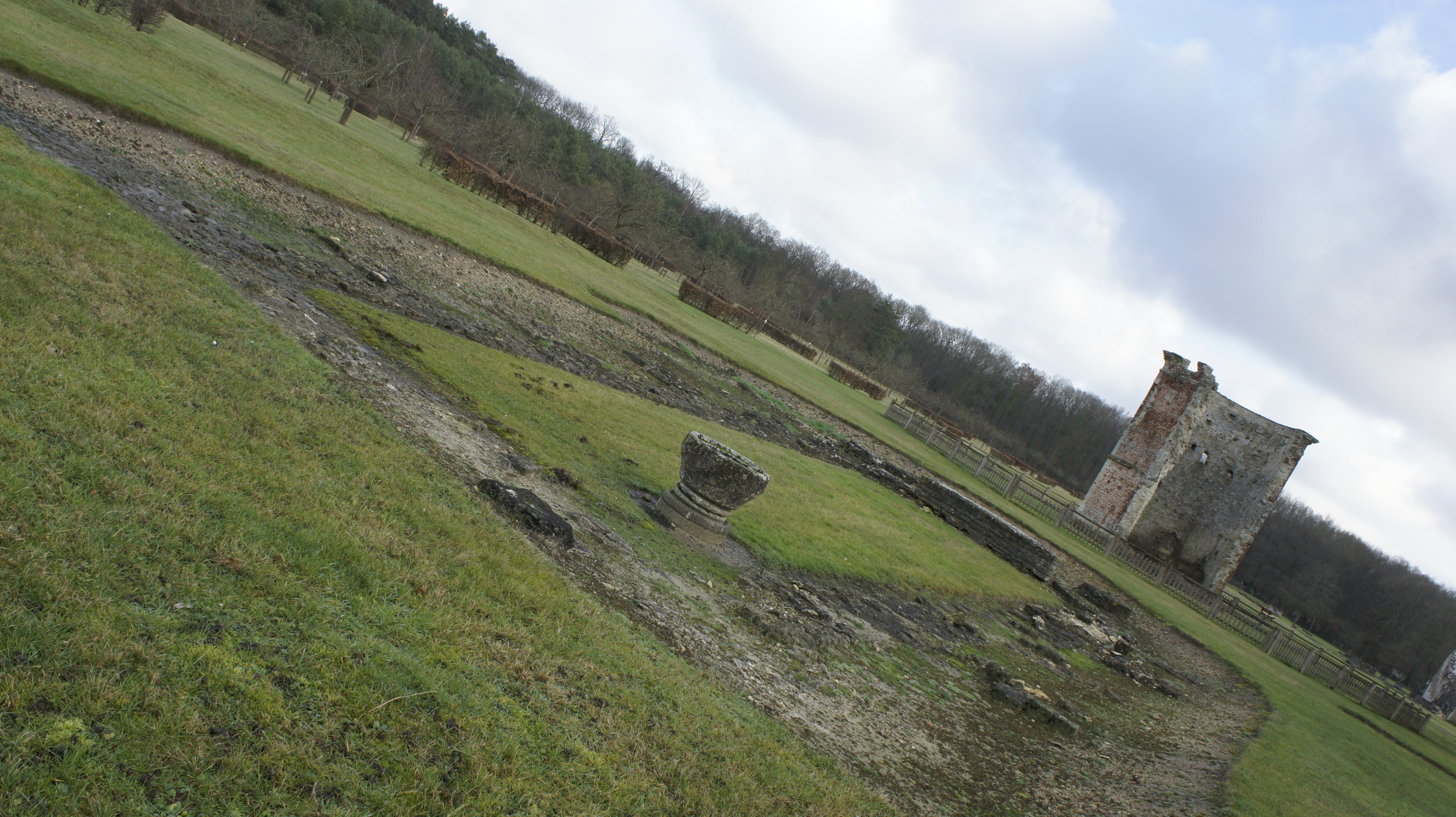
Église paroissiale.
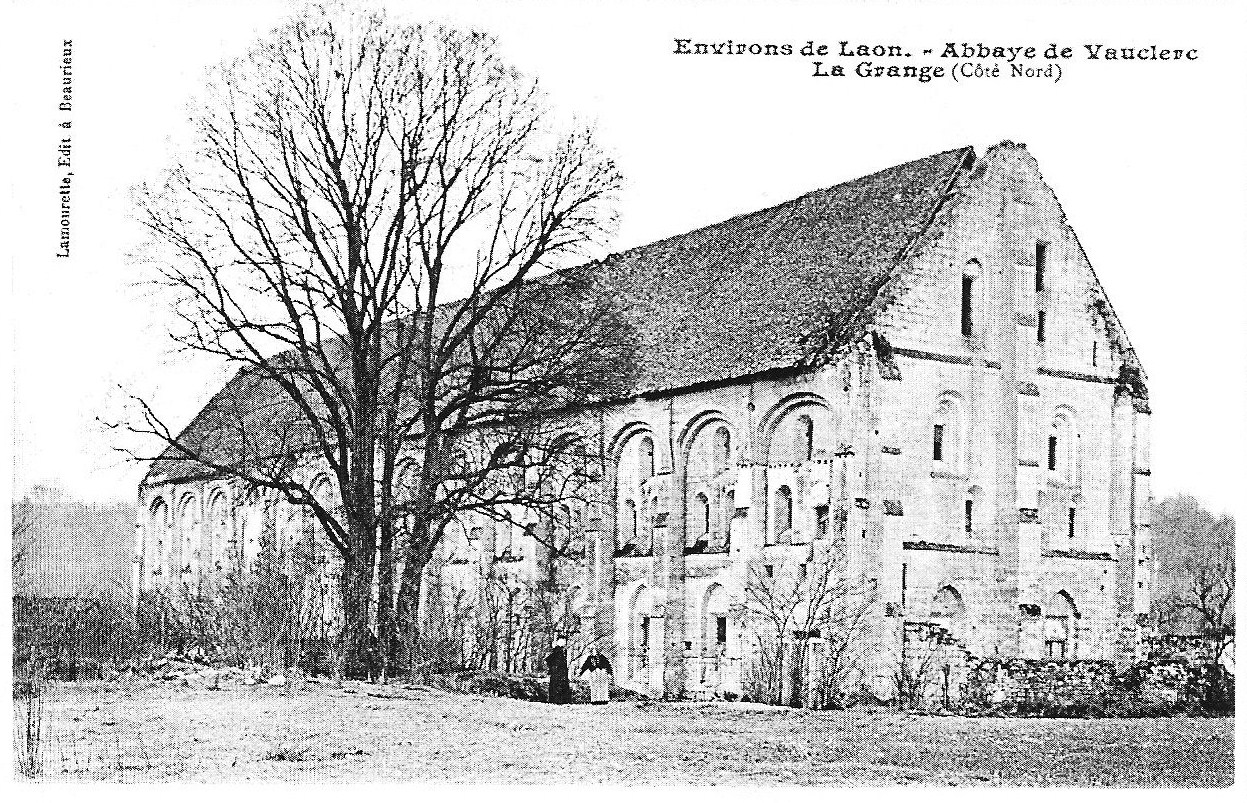
Bâtiment disparu en 1917.